# Otická sopka
Otická sopka je přírodní památka na západním okraji obce Otice v okrese Opava na okraji Nízkého Jeseníku. Oblast spravuje Moravskoslezský kraj. Důvodem ochrany jsou třetihorní čedičové vyvřeliny a ledovcové uloženiny.
Otická sopka je nejvyšším bodem obce Otice a nazývá se též Kamenná hora nebo Opavská sopka.
Dříve se na ní jezdily motokrosové závody. V roce 1962 byly tyto závody konány jako mistrovství Československa.